# Volo Korean Air Cargo 8509
Il volo Korean Air 8509 era un volo cargo della Korean Air dall'aeroporto Internazionale di Seul-Gimpo con due scali programmati all'aeroporto Internazionale di Tashkent e all'aeroporto di Londra-Stansted e destinazione finale l'aeroporto di Milano-Malpensa. Il 22 dicembre 1999 il Boeing 747 che operava il volo a causa di un errore del pilota e di un'avaria alla strumentazione precipitò a terra poco dopo il decollo provocando la morte di tutti e 4 i membri dell'equipaggio.

## Aereo
Il velivolo coinvolto nell'incidente era un Boeing 747-2B5F con numero di registrazione HL-7451 e S/N 22480, costruito nel 1980 e motorizzato con 4 Pratt & Whitney JT9D-7Q. Al momento dell'incidente aveva accumulato un totale di 83.011 ore e 15.451 atterraggi.

## Guasto all'INU e riparazione fallita
Dopo la partenza dell'aereo da Tashkent nel segmento di volo precedente, una delle sue unità di navigazione inerziale (INU) si era parzialmente guastata, fornendo dati errati di rollio all'attitude director indicator (ADI o orizzonte artificiale) del capitano. L'ADI del primo ufficiale e un'ADI di riserva erano corrette, un allarme del comparatore ha richiamato l'attenzione sulla discrepanza e, alla luce del giorno, l'indicazione errata è stata facilmente identificata. Il selettore d'ingresso dell'ADI è stato commutato sull'altro INU e sono state restituite le indicazioni corrette.
A Stansted, gli ingegneri che hanno tentato di riparare l'ADI non avevano a disposizione il manuale di isolamento dei guasti corretto e non hanno riparato o sostituito l'INU numero 1 difettoso. Uno di loro ha individuato e riparato una spina di collegamento danneggiata dell'ADI. Quando l'ADI ha risposto correttamente al pulsante "Test", hanno creduto che il guasto fosse stato corretto, sebbene questo pulsante abbia testato solo l'ADI e non l'INU. Il selettore d'ingresso dell'ADI è stato lasciato nella posizione normale.

## Equipaggio di volo
L'equipaggio di volo era composto da:
- Il 57enne Capitano Park Duk-kyu (Hangul: 박득규, Hanja: 朴得圭, RR: Bak Deuk-gyu, MR: Pak Tŭkkyu)
- Il primo ufficiale di 33 anni Yoon Ki-sik (Hangul: 윤기식, Hanja: 尹基植, RR: Yun Gi-sik, MR: Yun Kishik)
- Park Hoon-kyu, 38 anni, ingegnere di volo (Hangul: 박훈규, Hanja: 朴薰圭, RR: Bak Hun-gyu, MR: Pak Hun'gyu)
- Kim Il-suk, meccanico di manutenzione di 45 anni (Hangul: 김일석, Hanja: 金日奭, RR: Gim Il-seok, MR: Kim Ilsŏk).[3]

Il capitano era un ex colonnello e pilota dell'Aeronautica militare della Repubblica di Corea e un aviatore di grande esperienza, con un totale di 13.490 ore di volo, di cui 8.495 accumulate volando su Boeing 747. Il primo ufficiale, al contrario, era relativamente inesperto con solo 195 ore di esperienza di volo sul 747 e un totale di 1.406 ore di volo. L'ingegnere di volo, come il capitano, aveva molta esperienza nel pilotare i 747: su di essi sono state accumulate 4.511 delle sue 8.301 ore di volo totali. Il meccanico della manutenzione era stato coinvolto nella riparazione fallita dell'INU.

## Il Volo

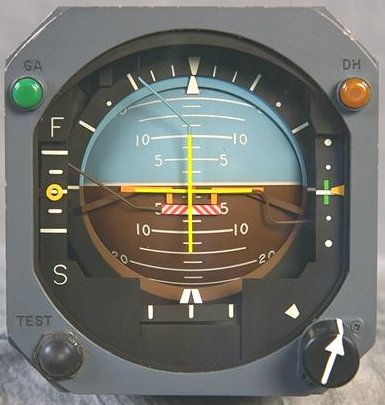
Un ADI (Attitude Director Indicator) simile a quello dell'incidente

L'aereo arrivò all'aeroporto di Stansted alle 15:05 del 22 dicembre e l'ingegnere di volo riportò sul Technical Log del Boeing che l'ADI (Attitude Director Indicator) nell'ultimo volo non funzionava correttamente in quanto aveva problemi in rollio. L'equipaggio del volo precedente venne sostituito dal nuovo equipaggio e i due equipaggi non si incontrarono mai. Prima dell'avvio dei motori il Comandante del Boeing eseguì insieme all'addetto al carico il controllo visivo del compartimento di carico. Alle 17:27 l'equipaggio contattò "Stansted Partenze" senza ricevere risposta. L'equipaggio decise di contattare "Stansted Ground" per richiedere il push-back. L'ATC (Air Traffic Control) informò l'equipaggio che loro non avevano ricevuto nessun piano di volo. Alle 17:42 il piano di volo venne consegnato all'ATC, il Boeing ricevette le istruzioni per la partenza e richiese il push-back. Non si riusciva però a trovare il trattore per il push-back, che arrivò in ritardo. Il trattore però ebbe problemi nel push-back e non riuscì a completare la manovra. Solo alle 18:23 il Boeing riuscì a iniziare il rullaggio. Durante il rullaggio il Comandante si accorse che il suo DME indicava 399 miglia e chiese al secondo pilota se anche il suo valore del DME fosse sbagliato. Il copilota confermò che anche il suo strumento indicava 399 miglia. Lo strumento avrebbe dovuto indicare circa 1.5 miglia che rappresentava il primo punto di virata dopo il decollo per l'uscita strumentale. L'ingegnere di volo però, subito dopo l'osservazione del Comandante, disse: "Ora stanno lavorando correttamente". Alle 18:36 il Boeing 747 ricevette l'autorizzazione al decollo. Al raggiungimento della Vr il copilota confermò il rateo positivo di salita e richiese la retrazione del carrello. Subito dopo, il Comandante si accorse che il suo DME indica un valore non corretto. Seguì un colloquio tra il Comandante e il copilota sulle procedure per l'uscita strumentale quando l'ingegnere di volo richiamò l'attenzione dei piloti al rollio dell'aereo. Alle 18:36 la torre passò il Boeing a "Londra Controllo". Dopo il read-back del copilota sul cambio di frequenza, il Comandante gli chiese di richiedere i vettori radar. L'ingegnere di volo richiamò nuovamente, con più veemenza, i piloti circa il rollio del 747. Dopo la conferma del cambio di frequenza il Boeing non effettuò più nessuna chiamata via radio. Improvvisamente, sulla traiettoria di decollo del Boeing, i controllori del traffico aereo videro una esplosione e alle 18:40 allertarono immediatamente i vigili del fuoco in servizio all'aeroporto. La prima chiamata alla Polizia di Essex venne ricevuta alle 18:43. L'inchiesta stabilì che al momento dell'impatto con il terreno il Boeing aveva una inclinazione compresa tra gli 80° e i 90° a sinistra e -40° gradi di beccheggio.

## Inchiesta
Venne subito nominata una Commissione di inchiesta per accertare la cause dell'incidente. La commissione di inchiesta venne presieduta dalla Air Accidents Investigation Branch. Le indagini, partendo dalla trascrizione sul Technical Log, analizzarono il volo nel quale si manifestò l'avaria all'ADI anche grazie all'equipaggio del volo che era sbarcato a Stansted. L'ADI funzionò correttamente fino a quando il Comandante, dopo il decollo, virò verso destra di 10°/15°. Mentre il velivolo proseguiva la virata si accese l'allarme di superamento del limite di inclinazione. Il Comandante allora confrontò l'assetto del suo ADI con quello di riserva e quello del secondo pilota, rilevando che il suo strumento indicava un angolo di rollio errato. Passò il controllo del velivolo al primo ufficiale e spense l'allarme. Durante il volo, il Comandante constatò che il problema del suo ADI era legato ad un malfunzionamento dell'INU N.1. Infatti se veniva selezionato l'INU N.2 l'ADI funzionava senza problemi, mentre, quando il Comandante riselezionò l'INU 1, il suo ADI si bloccò nuovamente con la conseguente accessione dell'avviso di comparazione. Il volo proseguì comunque senza altri problemi. Oltre alla testimonianza del Comandante venne ascoltato anche l'ingegnere di volo che riportò sul Technical Log l'avaria all'ADI, il quale affermò di aver rispettato tutte le norme di sicurezza e di aver consultato il "Fault Reporting Manual" per la corretta terminologia e il codice di errore da usare:"CAPT'S ADI (ATT DISPLAY NON RELIABLE, HAS GYRO FLAG IN VIEW). DISPLAY OK WHEN ALTERNATE ATT SELECTED" e codice errore "34 41 AD 01". Il Technical Log, che era imbarcato sul Boeing, venne distrutto nello schianto.
Durante la sosta all'Aeroporto di Stansted, il velivolo venne controllato e, a seguito della segnalazione sul Technical Log dell'avaria all'ADI, i tecnici di terra e della Korean Air cercarono il guasto allo strumento. Il tecnico di terra decise di rimuovere l'ADI e pulire i connettori posti nella parte posteriore dello strumento con un liquido speciale. La rimozione dello strumento venne effettuata sotto la supervisione del tecnico della Korean Air. Mentre il tecnico di terra rimuoveva lo strumento, si accorse che un connettore (Socket No 2) era danneggiato e richiese l'assistenza di un tecnico specializzato. Il tecnico riparò il connettore e riposizionò lo strumento nel pannello strumenti. Per testare lo strumento vennero accese tutte e tre le piattaforme inerziali e venne eseguito il test dello strumento che diede esito positivo. La Commissione accertò però che il test effettuato alla fine del lavoro di riparazione controllò solo il funzionamento dell'ADI e non le piattaforme inerziali che gli forniscono i dati. Un'eventuale avaria a uno dei sistemi inerziali non poteva quindi essere rilevata.
L'inchiesta concentrò quindi le indagini sull'ADI del Comandante che venne ritrovato tra i rottami sul luogo dell'incidente. Malgrado lo strumento fosse danneggiato esternamente, i componenti interni potevano ancora essere analizzati. Dalle prime analisi si ipotizzò che l'ADI al momento dell'incidente segnasse un basso angolo di rollio di circa 7° a sinistra. Con una ispezione visiva venne dedotto che non ci fosse evidenza di guasti ai componenti interni dello strumento prima dell'impatto. Dopo un anno venne ritrovato anche il "standby attitude instrument", l'ADI di riserva, che al momento dell'impatto segnava circa 90° di rollio a sinistra. Constatato che l'ADI del Comandante era funzionante al momento dell'incidente, l'inchiesta spostò le indagini sull'INU N.1. Poiché dal luogo dell'incidente non venne ritrovata l'INU N.1 la Commissione tentò di ricostruire l'accaduto, simulando un corto circuito all'interno della stessa. Dai test effettuati si poté appurare che un cortocircuito nel sistema di navigazione inerziale poteva causare un errore nella misurazione del rollio nell'ADI. Dei test vennero ripetuti aggiungendo una resistenza. I risultati furono che tanto era potente la resistenza tanto era grande l'errore nella misurazione del rollio. Venne inoltre accertato che durante il volo il "comparator warning" suonò in 3 momenti diversi per richiamare l'attenzione del pilota circa una discrepanza tra l'ADI del Comandante e quello del secondo pilota.
La Commissione di inchiesta, all'inizio della indagini, non riusciva a capire come mai solo l'ingegnere di volo aveva richiamato l'attenzione dei piloti all'angolo di rollio. Se l'ADI del Comandante fosse stato sbagliato poiché la sua fonte dati (INU N.1) non era correttamente funzionante, l'ADI del secondo pilota avrebbe dovuto funzionare senza problemi tenuto conto che la sua fonte dati era l'INU N.2. Il volo precedente infatti, proseguì senza problemi poiché l'ADI del secondo pilota era perfettamente funzionante. Dalle registrazioni del Cockpit Voice Recorder gli investigatori sentirono che il Comandante aveva richiamato il copilota durante il rullaggio perché non era stato sufficientemente attento alla radio. Il tono usato dal Comandante nella frase: "MAKE SURE YOU UNDERSTAND WHAT GROUND CONTROL IS SAYIN, BEFORE YOU SPEAK" e "ANSWER THEM! THEY'RE ASKING HOW LONG THE DELAY WILL BE" appare come denigratorio. Lo stesso anno dell'incidente l'Università del Texas, Dipartimento di Psicologia, condusse uno studio sulla gestione dell'equipaggio su compagnie aeree di 16 differenti nazioni, compresa la Korean Air. I risultati dello studio dimostrarono che l'equipaggio era "captain-centered" cioè dipendeva esclusivamente dalle decisioni del Comandante.
Le deduzioni e le conclusioni della Commissione di inchiesta possono essere riassunte nei seguenti punti: 
- Il malfunzionamento dell'ADI venne rilevato nel volo precedente a quello coinvolto nell'incidente
- La causa rilevata per l'errore all'ADI è quella di un errore del sistema di navigazione inerziale
- La causa dell'errore del sistema di navigazione inerziale non è stata identificata, probabilmente un cortocircuito
- All'aeroporto di Stansted venne identificato un problema ad un connettore dell'ADI. Il connettore però non fu la causa dell'errore dell'ADI
- Il test effettuato sull'ADI dopo i lavori di riparazione all'aeroporto di Stansted non determinò la scomparsa dell'avaria
- I ritardi accumulati crearono una situazione di tensione tra l'equipaggio e frustrazione del Comandante
- Il Comandante basava la virata dopo il decollo sul DME piuttosto che su una alternativa radiale VOR
- Durante il volo il "comparator warning" suonò in 3 differenti occasioni
- Dall'analisi del Cockpit Voice Recorder emerge che non ci fu nessuna discussione tra l'equipaggio circa l'avviso di "comparator warning"
- L'allarme di "comparator warning" venne silenziato poco prima dell'impatto del Boeing con il terreno
- Non ci sono prove che il Comandante si sia accorto che l'aereo fosse in una posizione inusuale
- L'ingegnere di volo richiamò l'attenzione del Comandante circa l'assetto del velivolo
- Il Comandante mantenne la barra di comando verso sinistra. Conseguentemente il velivolo si inclinò di circa 90°
- La delicata situazione che si era creata tra i membri dell'equipaggio potrebbe aver influito sull'atteggiamento del secondo pilota nel non avvisare il Comandante circa l'assetto di volo.

## Conseguenze
Dopo l'indagine, l'Air Accidents Investigation Branch (AAIB) del Regno Unito ha raccomandato alla Korean Air di rivedere il proprio programma di formazione e la cultura aziendale, per promuovere un'atmosfera più libera tra il capitano e il primo ufficiale. La prima raccomandazione del rapporto finale sull'incidente dell'AAIB era che:
Korea Air continui ad aggiornare i propri programmi di formazione e di garanzia della qualità del volo, per accogliere l’evoluzione della gestione delle risorse dell’equipaggio e gli sviluppi del settore, per affrontare questioni specifiche del proprio ambiente operativo e garantire l’adattamento del materiale di formazione importato per accogliere la cultura coreana.

## Il Volo Korean Air 8509 nei media
L'incidente del volo 8509 della Korean Air è stato analizzato nell'episodio Cattive abitudini della undicesima stagione del documentario Indagini ad alta quota trasmesso da National Geographic Channel.